# جورج فريدريك مكاي
جورج فريدريك مكاي (بالإنجليزية: George Frederick McKay)‏ هو موزع وملحن أمريكي، ولد في 11 يونيو 1899، وتوفي في 4 أكتوبر 1970.

## وصلات خارجية
- جورج فريدريك مكاي على موقع ميوزك برينز (الإنجليزية)
- جورج فريدريك مكاي على موقع ديسكوغز (الإنجليزية)